# 이동환 (배우)
이동환은 대한민국의 배우이다.

## 출연 작품

### 영화
- 2025년, 히트맨2 - 장철룡 부하 3 역